# Marnhagues-et-Latour
Marnhagues-et-Latour é uma comuna francesa na região administrativa de Occitânia, no departamento de Aveyron. Estende-se por uma área de 21,92 km². Em 2010 a comuna tinha 140 habitantes (densidade: 6,4 hab./km²).